# 虛粒子
虛粒子（英語：virtual particle），意即虛構粒子、假想粒子，是在量子場論的數學計算中建立的一種解釋性概念，指代用來描述亞原子過程例如撞擊過程中粒子的數學項。但是，虛粒子並不直接出現在計算過程的那些可觀測的輸入輸出量中，那些輸入輸出量只代表實粒子。虛粒子項代表那些所謂離質量殼（off mass shell）的粒子。例如，它們沿時間反演、能量不守恒、以超光速移動，每條看起來都和物理基本原理相悖。虛粒子發生在那些大致可被實輸出量相消的組合項中，因此才産生前述那些不實的衝突。虛粒子的虛「事件」通常看起來是一個緊接著另一個發生，例如在一次撞擊的時長中，所以他們顯得短命。如果在計算中略去那些被詮釋爲代表虛粒子的數學項，計算結果將變成近似值，有可能較大地偏離完整計算得到的正確而且精確的結果。
量子理論不同於經典理論。區別在於對於亞原子過程的內部機制的計算。經典物理不能處理這種計算。海森堡認爲，在亞原子過程例如碰撞中，到底「實際上」「真正」發生什麽，是不可直接觀測的，也沒有可用以描述的單一而且物理明確的圖像。量子力學具有這樣的特質:即它可以避開關於內部機制的思考。它把自己限制在那些實際上可觀測可感知的方面。但是，虛粒子則是一種概念化的手段，通過給亞原子過程的內在機制提供假設性的詮釋性圖像，它試圖繞過海森堡的洞察。
虛粒子不必具有和對應實粒子相等的質量。這是因爲它短命而且瞬變，所以不確定性原理允許它不必守恒能量和動量。虛粒子存活得越久，它的特徵就越接近實粒子。
虛粒子出現在許多過程中，包括粒子擴散和卡西米爾效應。在量子場論中，即使是經典力，例如電荷間的電磁吸引力和推斥力，也可被認爲是源于荷間的虛光子交換。
不應將反粒子跟虛粒子或者虛反粒子相混淆。

## 理論
由於測不準原理，虛粒子的能量與動量都是不確定的。虛粒子也有一些和實粒子(real particle)相同的特性，像是遵守守恆定律。如果一個單一的粒子被偵測到，那代表了它存在的時間長到了使它不可能成為虛粒子的程度，即虚粒子是不可能被观测到的。
虛粒子被用來描述那些無法用實粒子來描述的基本交互作用力的量子，靜力場就是其中一個例子，像是電場或磁場，或是任何一種場，都無法以光的速度從一個位置來攜帶訊息至另一個位置(藉由場來傳播的資訊必須由實粒子來當載子)。虛光子也是一種近場的主要載子，而這種近場是一種短距的效應，而且不會擁有像電磁波的光子那樣的特色。舉個例子來說，當能量從纏繞的變壓器到另一台變壓器，或到MRI的掃描器上時，就量子而言這種攜帶能量的是虛光子而不是實光子。
虛粒子是由無質量的粒子所組成，像是光子，但虛粒子也是可能有質量的且被稱之為離殼。因為它們只存在極短的時間裡面(稱之為有限的"range")，所以這些虛粒子被允許擁有質量。這是根據不確定原理而來的，不確定原理允許粒子的能量乘上它們存在的時間大于普朗克常數即可。擁有質量更使得了單一的虛粒子更容易從帶電的基本粒子被創造和射出，而這對於無質量的光子在沒有違反能量跟動量守恆之下是不可能發生的(單一的實粒子要被創造或射出必定是擁有兩個以上粒子的系統)。對於那些有真正有質量的粒子，它們的虛態仍然會破壞狹義相對論理的能量動量關係，有質量的粒子基本上都會利用以下的關係來預測:
{\displaystyle E^{2}} − {\displaystyle p^{2}c^{2}} = {\displaystyle m^{2}c^{4}}
因為這些理由，通常力的載子都是無質量的，主要的例外就是弱作用力中的W+/-和Z玻色子。
虛粒子的概念很接近量子波動的想法。虛粒子可以被想成是進入一種實體的量，就像是電場一般，而這個量是在量子力學所要求的期望值附近擾動。

## 性質
虛粒子的這個概念是從量子場論裡的微擾理論而來的，一個大約的圖象就是實粒子之間的交互作用是藉由交換虛粒子來計算。任何的一種有包含虛粒子的過程都可以以用可以幫助了解計算的費曼圖來表示。
虛粒子在很短的時間之內是不需要完全的遵守:{\displaystyle E^{2}} − {\displaystyle p^{2}c^{2}} = {\displaystyle m^{2}c^{4}} 關係式。換言之，它的動能和動量可能可以擁有不像平常我們熟知的關係---事實上，動能可以是負的，動量可以是虛的。對於這種機率振福的存在是會被因長時間和長距離而產生相消性干涉而抵消，且虛粒子可以被視為量子穿隧效應的一種證實。由虛粒子所攜帶的力的作用範圍是被不確定原理所限制住，而不確定原理則視能量與時間是共軛變數；因此，擁有更大質量的虛粒子越是被限制在更小的範圍內。
事實上，實粒子與虛粒子並沒有一條很清楚的界線——物理上的方程式只是描述粒子(兩者都等價的包含在裡面)。虛粒子存在的振幅和不存在的振幅抵消，然而對於實粒子的狀況來說，存在與不存在的振幅在互相之間達成的共振，且不再相消。就量子場論的觀點而言，“實粒子”可以被視為在量子場論的基礎之下可以被偵測到的激發態。就其本身而論，虛粒子也是一種在場的基礎之下的激發態，但不同的是被偵測到的是力而不是粒子。它們可以被“暫時的”被想成只出現在計算當中，而不是真正的被偵測到的粒子。因此，以數學的術語來說，它們在散射矩陣裡根本沒有出現任何的指標，也就是說，它們根本沒有任何可以被觀測到的部分。在這種圖象之下，虛粒子是一種微擾理論的人為產物，而且根本沒有出現在非微擾的狀況之下。
在現代物理中對虛粒子有兩種主要的見解與想法。它們出現在費曼圖的中間項，也就是說是微擾計算裡的一個項。或是它們也出現來當作被加總或積分整個半非微擾的效應的無限多組態。就後面這種說法，有時候會被認為是虛粒子造成這種效應，亦或是因為虛粒子的存在而造成這種效應。

## 證實
已經有許多可觀測到的物理現象是因為虛粒子的交互作用而產生的。對於那些當它們是自由粒子且是「實」粒子的狀況下還顯示出有靜止質量的玻色子，虛的交互作用由交換粒子而產生的相對短距離的力的交互作用來描繪。弱作用力和強作用力就是短距交互作用的兩個例子，而且它們與場玻色子有關。而對於重力與電磁力，沒有靜止質量的玻色子允許用虛粒子來扮演長距力之間的角色。然而，在光子的例子當中，能量以及資訊的傳送是藉由相對短距的虛粒子。
以下是一些可能被視為由虛粒子產生的場交互作用:
- 在電荷之間的庫倫力（靜態的電力）。它是由交換虛光子而來的。在對稱的三維空間裡這樣的交換虛光子造成與距離平方的倒數成正比的電力。因為這種光子沒有質量，所以庫倫場的有效距離是無限的。
- 在磁偶極矩之間的磁場。它也是由交換虛光子而來，在對稱的三維的空間這樣的交換虛光子造成與距離平方的倒數成正比的磁力。因為這種光子也沒有質量，所以磁場的有效距離也是無限的。
- 許多所謂天線的近場，這種在天線內改變電流所產生的電場與磁場的效應，還有在電線裡的電容改變的效應可能是(而且常常是)對接近天線的電磁場有重大的貢獻，但是以上這兩種效應都是偶極矩效應，而偶極矩效應則是會隨著距離天線愈遠則越弱，這種變弱的速度是比我們傳統上說的這種「遠」距電磁波還要快許多（「遠」的意思是在天線的長度或直徑與波長的比例的這種級距）。這些遠場的電磁波，電場（{\displaystyle E}）等價於光速乘上磁場（{\displaystyle cB}），是由實光子來組成的。這邊應該要特別提醒一下，實光子以及虛光子在天線附近時是混雜的一起的，虛粒子只貢獻「多出的」磁感應和短暫的電偶極效應，這些是導致電場和光速乘上磁場之間的不平衡。當距離離天線越來越遠，近場效應則快速的消逝，只剩下由實光子「輻射」成為最重要的性應。雖然虛的效應可以延伸到無限遠，但它們場的強度減弱的速度是與距離的平方成反比而不是像由實光子組成的電磁場那樣是與距離的倒數成正比（能量下降則分別是與距離四次方倒數成正比，與距離二次方倒數成正比）詳細的內容可以參考近场和远场。

## 外部連結
- Are virtual particles really constantly popping in and out of existence? — Gordon Kane, director of the Michigan Center for Theoretical Physics at the University of Michigan at Ann Arbor, proposes an answer at the Scientific American website.
- Virtual Particles: What are they? （页面存档备份，存于）